# Wilhelm von Abbema
Wilhelm von Abbema (* 15. Januar 1812 in Krefeld; † 8. November 1889 in Düsseldorf) war ein deutscher Maler, Kupferstecher und Radierer.

## Leben

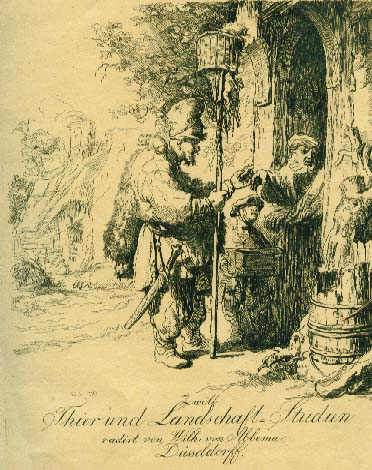
Wilhelm von Abbema: Der Rattenfänger, Radierung nach Rembrandt

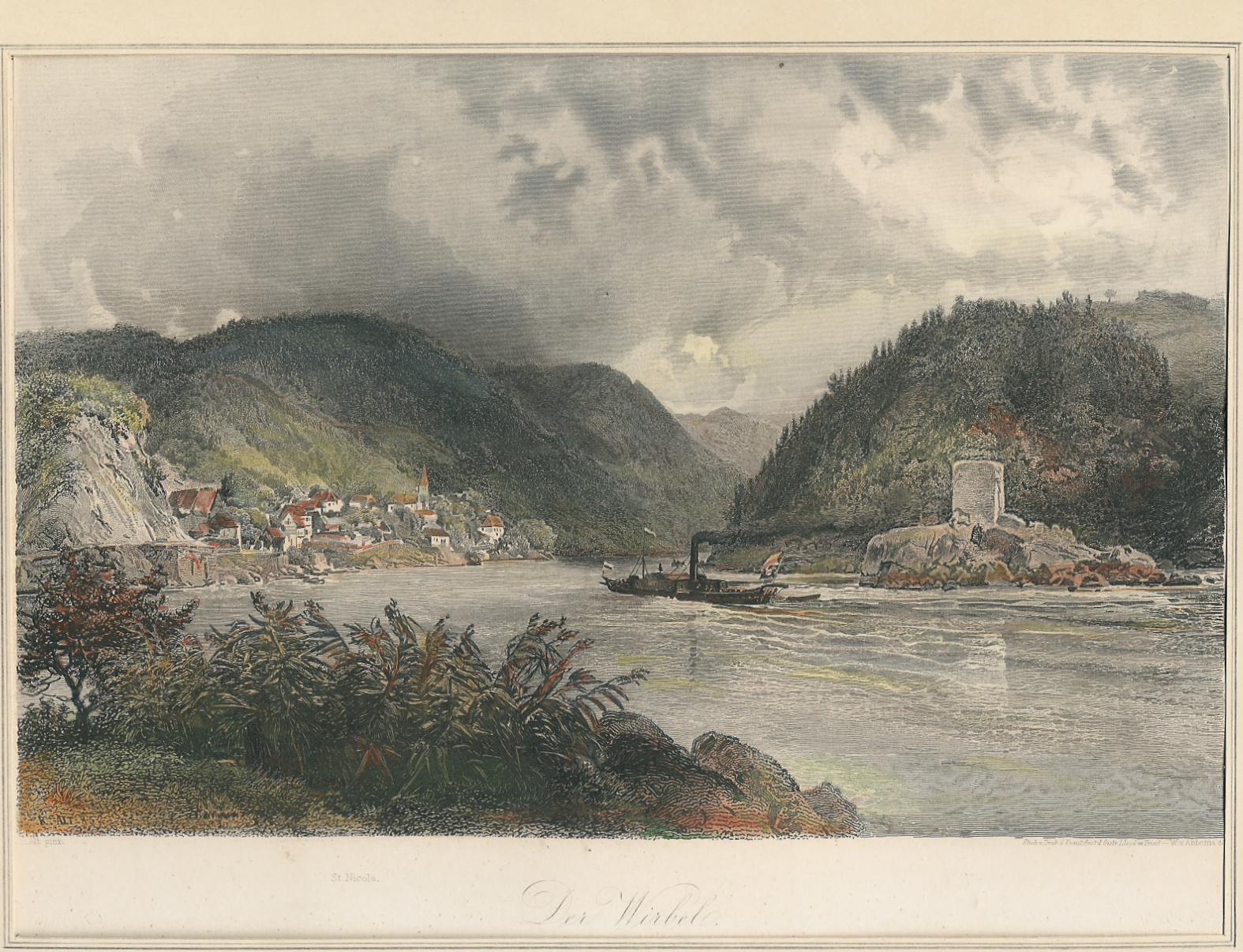
Wilhelm von Abbema: Der Wirbel bei Burg Hausstein, kolorierter Stahlstich nach einem Aquarell von Rudolf von Alt, 1854

Abbema war der Sohn des Abraham von Abbema und dessen Ehefrau Anna Floh.
Zunächst begann Abbema 1832 ein Studium zum Landschaftsmaler an der Kunstakademie Düsseldorf bei Johann Wilhelm Schirmer. Auch bildete er sich zum Kupferstecher im Landschafts- und Architekturfach aus. Ab 1832 fertigte er die ersten Radierungen nach eigenen Landschaftszeichnungen aus der Umgebung von Düsseldorf an; 1846 wurde er mit dem großformatigen, detailreichen Blatt Der Kölner Dom vor dem Wiederbeginn des Fortbaus und einer weiteren Domansicht überregional bekannt. Unter anderem stach er nach Carl Friedrich Lessing den bekannten Klosterbrand (Staffage von Fritz Dinger gestochen), Erstürmung eines Kirchhofs (Staffage von Fritz Werner gestochen), Jäger bei einem Lagerfeuer sowie die Blätter Abendlandschaft, mit dem Hirsch und den beiden Käuzchen im Wald, Abendlandschaft, mit verfallenem Haus im Walde, Waldlandschaft, mit Wasserfall und Fischreiher und Waldlandschaft, mit steinigem Bach und Sperber, eine Norwegische Landschaft nach August Cappelen, nach Andreas Achenbach einen Nordischen Kiefernwald im Schnee mit Runenstein, nach Caspar Scheuren eine Landschaft im Charakter des Rheins, drei Landschaften nach Johann Wilhelm Lindlar, Palmenwald (1865) und Urwald auf Ceylon (1866) nach Hermann von Königsbrunn sowie weitere nach Karl Ross und anderen.
Am 17. April 1850 heiratete er in Düsseldorf Wilhelmine Pott, eine Tochter von Johann Wilhelm Pott und dessen Ehefrau Sara Carolina von der Dellen. Der Sohn Leo von Abbema wurde Architekt.